# Le Chant de la fidèle Chunhyang
Pour plus de détails, voir Fiche technique et Distribution.
Le Chant de la fidèle Chunhyang (hangeul : 춘향뎐 ; RR : Chunhyangjeon ; litt. « Chunhyang ») est un film sud-coréen réalisé par Im Kwon-taek, sorti en 2000.
Le film reprend l'histoire du pansori (opéra traditionnel coréen) Chunhyangga, racontant les amours contrariées de la fille d'une courtisane coréenne, Seong Chunyang, et du jeune aristocrate Yi Mongryong. Ce pansori (récit chanté accompagné au tambour) est extrêmement populaire en Corée.

## Synopsis
Au XVIIIe siècle, Mongryong, jeune aristocrate, rencontre une jeune fille, Chunhyang, dont il tombe instantanément amoureux. Bien que Chunhyang l'aime aussi, il la quitte car il doit suivre son père. Le nouveau gouverneur de la région fait battre Chunhyang en place publique, pour son attitude frondeuse, ce qui décide Mongryong à revenir en secret rétablir la justice.

## Fiche technique
- Titre original : 춘향뎐 (Chunhyangjeon)
- Titre français : Le Chant de la fidèle Chunhyang
- Réalisation : Im Kwon-taek
- Scénario : Cho Sang-hyun, Kang Hye-yeon et Kim Myeong-gyoon
- Musique : Kim Chong-gil
- Photographie : Jeon Il-seong
- Montage : Park Sun-duk
- Production : Lee Tae-won
- Société de production : Taehung Pictures ; CJ Entertainment, Mirae Asset Capital et Saehan Industries (coproductions)
- Société de distribution : CJ Entertainment
- Pays de production :  Corée du Sud
- Langue originale : coréen
- Genre : drame, romance, musical
- Durée : 116 minutes
- Dates de sortie : 
  - Corée du Sud : 29 janvier 2000
  - France : 22 novembre 2000
  - Belgique : 15 août 2001

## Distribution
- Yi Hyo-jeong : Chunhyang Sung
- Cho Seung-woo : Mongyong Li Cho
- Kim Seong-nyeo : Wolmae Kim
- Lee Jung-hun : le gouverneur Byun Hakado
- Hak-yong : Panglai Kim
- Hang-yun : Pangja Kim
- Hae-eun : Hyangdan Li
- Choi Ji-youn : le gouverneur Li

## Distinctions

### Récompenses
- Baeksang Arts Awards 2000 :
  - Grand prix du meilleur film
  - Meilleure réalisation pour Im Kwon-taek
- Festival international du film de Pusan 2000 : prix Netpac pour Im Kwon-taek
- Grand Bell Awards 2000 :
  - Prix du Jury spécial pour Im Kwon-taek
  - Meilleure direction artistique pour Min Eon-ok

### Nominations
- Festival de Cannes 2000 : Palme d'or pour Im Kwon-taek
- Grand Bell Awards 2000 :
  - Meilleur film
  - Meilleure réalisation pour Min Eon-ok
  - Meilleure actrice dans un second rôle pour Kim Sung-nyeo
  - Meilleur acteur débutant pour Cho Seung-woo
  - Meilleure actrice débutante pour Lee Hyo-jeong
  - Meilleure photographie pour Jung II-sung

### Documentation
- Chunhyang sur le site du Festival international du film de Busan (2013)
- Le chant de la fidèle Chunhyang sur le site du Festival du film asiatique de Deauville (2008)
- Film complet en diffusion gratuite sur la chaîne YouTube des Archives du film coréen